# Veronica Borsi
Veronica Borsi (Bracciano, 13 giugno 1987) è un'ostacolista italiana.
A livello internazionale può vantare 3 medaglie, tutte d'argento: 2 sui 100 m hs ai Giochi mondiali militari di Rio de Janeiro 2011 in Brasile ed ai Giochi del Mediterraneo a Mersin in Turchia ed una sui 60 m hs agli Europei indoor di Göteborg 2013 in Svezia.
In ambito nazionale, ai Campionati italiani assoluti ha vinto 6 medaglie di cui 2 d'oro per altrettanti titoli italiani, entrambi sui 60 m hs.
A livello giovanile, sempre nazionale, ha vinto 10 titoli italiani: 2 cadette, 4 allieve, 2 juniores ed altrettanti promesse.
Complessivamente quindi nei vari Campionati italiani (assoluti e giovanili) ha vinto 12 titoli nazionali.
Detiene ben 4 record italiani: 2 assoluti (60 m hs e 100 m hs), 1 juniores (55 m hs) ed 1 allieve (100 m hs).

## Biografia

### Gli esordi
Ha iniziato a praticare l'atletica leggera all'età di 7 anni nel 1994.
Da bambina ha praticato di tutto: corsa campestre, corsa su strada, lanci, marcia, salti e velocità.
Il padre Adelmo Borsi l'ha allenata dal 1994 al 2010, anno in cui ha iniziato ad essere seguita da Vincenzo De Luca.

### 2001-2002: primi titoli italiani giovanili ed esordio in una competizione internazionale
Nel biennio 2001-2002 inizia a vincere le prime medaglie a livello nazionale giovanile, conquistando in entrambi gli anni il titolo italiano cadette sugli 80 m hs; nel 2001 arriva quinta con la staffetta 4x100 m.
A livello internazionale nel 2002 gareggia alle Gymnasiadi in Francia a Caen dove termina ottava sui 100 m hs.

### 2003-2004: titoli allieve, Mondiali allievi e juniores
Nel 2003, al primo anno da allieva, agli indoor di categoria vince l'argento sui 60 m hs e l'oro nel salto in lungo; invece agli outdoor allieve si ritira dalla finale dei 100 m hs. 

Nello stesso anno, ai Mondiali allieve di Sherbrooke in Canada termina quinta la gara dei 100 m hs.
3 titoli allieve conquistati nel 2004: 60 m hs agli indoor, salto in lungo e 100 m hs agli outdoor. 

A livello internazionale ai Mondiali juniores tenutisi in Italia a Grosseto non va oltre la batteria dei 100 m hs.

### 2005: doppio titolo juniores, Europei juniores, oro nella Coppa del Mediterraneo e rottura del tendine d'Achille
Nel 2005 agli italiani indoor sui 60 m hs, prima vince il titolo ai Campionati nazionali juniores e poi arriva quinta agli Assoluti; nella stagione outdoor, ottiene il titolo italiano sui 100 m hs juniores.
A livello internazionale partecipa prima agli Europei juniores di Kaunas in Lituania in cui arriva quarta sia sui 100 m hs che con la staffetta 4x100 m e poi alla Coppa del Mediterraneo juniores svoltasi in Francia a Marsiglia dove vince l'oro sui 100 m hs. 

Nello stesso anno, durante una gara di salto in lungo ai Campionati societari ha subito la rottura totale del tendine d'Achille sinistro per il quale è stata operata dal professore Attilio Rota.

### 2006-2007: Europei under 23
Durante il 2006 non parte nella finale dei 100 m hs ai Campionati juniores.
Nel 2007 vince due medaglie da promessa: oro sui 60 m hs ed argento sui 100 m hs; invece agli Assoluti giunge quinta agli indoor nei 60 m hs ed agli outdoor si ritira in batteria sui 100 m hs. 

In competizioni internazionali partecipa agli Europei under 23 in Ungheria a Debrecen dove non supera la batteria dei 100 m hs.

### 2008-2009: prima medaglia agli Assoluti ed Europei under 23
Altre 2 medaglie nel 2008: argento sui 60 m hs ai Campionati promesse indoor ed oro nei 100 m hs promesse; agli Assoluti termina sesta sui 60 m hs e si ritira in batteria nei 100 m hs.
Nel febbraio del 2009 pur essendo tra le partecipanti sui 60 m hs agli Assoluti indoor di Torino, non ha gareggiato; in precedenza vince la medaglia d'argento nei 60 m hs promesse e poi nella stagione all'aperto ottiene due bronzi sui 100 m hs, prima ai Campionati promesse e poi agli Assoluti (la sua prima medaglia vinta agli Assoluti). 

A livello internazionale, partecipa agli Europei under 23 svoltisi in Lituania a Kaunas terminando in semifinale nei 100 m hs.

### 2010-2011: Universiade e Giochi mondiali militari
Agli Assoluti del 2010 viene squalificata in batteria sui 60 m hs agli indoor, mentre agli outdoor vince l'argento sui 100 m hs.
Nel 2011 agli Assoluti vince il bronzo sui 60 m hs e poi non supera la batteria nei 60 m, invece giunge quarta sui 100 m hs. 

A livello internazionale gareggia sia all'Universiade di Shenzhen in Cina fermandosi in semifinale sui 100 m hs sia ai Giochi mondiali militari in Brasile a Rio de Janeiro vincendo la medaglia d'argento sui 100 m hs.

### 2012: primo titolo Assoluto e Mondiali indoor
Il 2012 la vede vincere il titolo italiano assoluto indoor sui 60 m hs e poi sui 60 m non parte nella finale 2; agli Assoluti outdoor ottiene la medaglia di bronzo sui 100 m hs.

Il suo primato personale di 13”05 stabilito il 13 maggio 2012 a Montgeron, rappresenta la 5ª miglior prestazione italiana sui 100 m hs dopo il record italiano di Marzia Caravelli con 12”85, Carla Tuzzi con 12”97, Micol Cattaneo con 12”98 e Margaret Macchiut con 13”03. 

Sempre in competizioni internazionali, non riesce a raggiungere la finale dei Mondiali indoor svoltisi in Turchia ad Istanbul.

### 2013: secondo titolo Assoluto, Europei indoor, doppio record nazionale su 60 e 100 metri ostacoli, Giochi del Mediterraneo
Il 2013 si apre con il secondo titolo italiano assoluto indoor, sempre sui 60 m hs.

Il 1º marzo 2013, nella semifinale dei 60 m hs ai campionati europei indoor di Göteborg, ferma il cronometro a 7”96, migliorando di un centesimo il primato italiano indoor di Carla Tuzzi che resisteva dal 1994 e diventando la seconda italiana ad abbattere la barriera degli otto secondi. Nella finale, disputata poco dopo, migliora il primato di due centesimi e conquista la medaglia di bronzo che poi diventa argento in seguito alla squalifica per doping dell'atleta turca Nevin Yanıt vincitrice del titolo europeo.

Il 2 giugno 2013 infrange il record italiano sui 100 m hs durante una gara a Orvieto, abbassandolo a 12”76, 9 centesimi in meno del precedente record detenuto da Marzia Caravelli, arrivata seconda alla manifestazione.
Il 28 giugno 2013, a Mersin (Turchia), nel corso dei Giochi del Mediterraneo, conquista la medaglia d'argento nei 100 m hs con il tempo di 13”05, preceduta dalla connazionale Marzia Caravelli, oro con il tempo di 12”98. Sempre in competizioni internazionali, non supera la batteria dei Mondiali tenutisi in Russia a Mosca.

Nel luglio 2013 pur essendo tra le partecipanti sui 100 m hs agli assoluti di Milano.

### 2014-2015: assenze agli Assoluti indoor ed outdoor
Nel 2014 pur essendo iscritta tra le partecipanti sia sui 60 m hs agli indoor di Ancona (dove non ha superato la batteria dei 60 m), che sui 100 m hs agli outdoor di Rovereto, non ha gareggiato in entrambe nella sua batteria.
Dall'ottobre del 2014 viene allenata dal padre Adelmo.
Nel 2015 è stata assente agli assoluti indoor, mentre era iscritta agli assoluti di Torino, ma non ha gareggiato.

## Record nazionali

### Seniores
- 60 metri ostacoli indoor: 7”94 ( Göteborg, 1º marzo 2013)[11]
- 100 metri ostacoli: 12”76 ( Orvieto, 2 giugno 2013)[11]

### Juniores
- 55 metri ostacoli indoor: 7”89 ( Firenze, 18 gennaio 2005)[12]

### Allieve
- 100 metri ostacoli: 13”56 ( Sherbrooke, 11 luglio 2003)[11]

## Progressione

### 60 metri piani indoor
| Stagione | Tempo | Luogo  | Data      | Rank. Mond. |
| -------- | ----- | ------ | --------- | ----------- |
| 2014     | 7"58  | Ancona | 12-2-2014 | 569ª        |
| 2013     | 7"47  | Ancona | 12-1-2013 | 240ª        |
| 2012     | 7"63  | Ancona | 26-2-2012 | 644ª        |
| 2011     | 7"70  | Ancona | 20-2-2011 |             |
| 2010     | 7"79  | Ancona | 24-1-2010 |             |

### 60 metri ostacoli indoor
| Stagione | Tempo | Luogo    | Data      | Rank. Mond. |
| -------- | ----- | -------- | --------- | ----------- |
| 2013     | 7"94  | Göteborg | 1-3-2013  | 7ª          |
| 2012     | 8"18  | Ancona   | 25-2-2012 | 72ª         |
| 2011     | 8"28  | Roma     | 30-1-2011 | 93ª         |
| 2010     | 8"36  | Firenze  | 20-2-2010 | 134ª        |
| 2009     | 8"37  | Ancona   | 14-2-2009 | 147ª        |
| 2008     | 8"46  | Ancona   | 2-2-2008  | 220ª        |
| 2007     | 8"56  | Genova   | 24-2-2007 | 272ª        |
| 2005     | 8"45  | Genova   | 9-2-2005  | 167ª        |

### 100 metri piani
| Stagione | Tempo | Luogo     | Data      | Rank. Mond. |
| -------- | ----- | --------- | --------- | ----------- |
| 2014     | 11"97 | Orvieto   | 1-6-2014  | 1.288ª      |
| 2013     | 11"70 | Orvieto   | 2-6-2013  |             |
| 2012     | 11"80 | Rieti     | 9-9-2012  | 676ª        |
| 2011     | 11"75 | Orvieto   | 22-5-2011 | 466ª        |
| 2007     | 12"77 | Albufeira | 26-5-2007 | 2.439ª      |

### 100 metri ostacoli
| Stagione | Tempo | Luogo          | Data      | Rank. Mond. |
| -------- | ----- | -------------- | --------- | ----------- |
| 2014     | 13"17 | Orvieto        | 1-6-2014  | 105ª        |
| 2013     | 12"76 | Orvieto        | 2-6-2013  | 18ª         |
| 2012     | 13"05 | Montgeron      | 13-5-2012 | 81ª         |
| 2011     | 13"08 | Rio de Janeiro | 22-7-2011 | 73ª         |
| 2010     | 13"37 | Osimo          | 10-7-2010 | 144ª        |
| 2009     | 13"54 | Kaunas         | 17-7-2009 | 213ª        |
| 2008     | 13"69 | Osimo          | 21-6-2008 | 326ª        |
| 2007     | 13"74 | Osimo          | 23-6-2007 | 317ª        |
| 2005     | 13"49 | Marsiglia      | 7-8-2005  | 152ª        |
| 2004     | 13"75 | Bressanone     | 29-5-2004 | 325ª        |
| 2003     | 14"13 | Roma           | 31-5-2003 | 591ª        |

## Palmarès
| Anno | Manifestazione           | Sede           | Evento   | Risultato  | Tempo | Note   |
| ---- | ------------------------ | -------------- | -------- | ---------- | ----- | ------ |
| 2002 | Gymnasiadi               | Caen           | 100 m hs | 8ª         | 14”76 | [ 13 ] |
| 2003 | Mondiali allievi         | Sherbrooke     | 100 m hs | 5ª         | 13"69 | [ 14 ] |
| 2004 | Mondiali juniores        | Grosseto       | 100 m hs | Batteria   | 14”09 | [ 15 ] |
| 2005 | Europei juniores         | Kaunas         | 100 m hs | 4ª         | 13"74 | [ 16 ] |
| 2005 | Europei juniores         | Kaunas         | 4x100 m  | 4ª         | 44"81 | [ 17 ] |
| 2007 | Europei under 23         | Debrecen       | 100 m hs | Batteria   | 14”10 | [ 18 ] |
| 2009 | Europei under 23         | Kaunas         | 100 m hs | Semifinale | 13”54 | [ 19 ] |
| 2011 | Universiade              | Shenzhen       | 100 m hs | Semifinale | 13”56 | [ 20 ] |
| 2011 | Giochi mondiali militari | Rio de Janeiro | 100 m hs | Argento    | 13"08 | [ 1 ]  |
| 2012 | Mondiali indoor          | Istanbul       | 60 m hs  | Semifinale | 8"18  | [ 21 ] |
| 2013 | Europei indoor           | Göteborg       | 60 m hs  | Argento    | 7"94  | [ 23 ] |
| 2013 | Giochi del Mediterraneo  | Mersin         | 100 m hs | Argento    | 13"05 | [ 24 ] |
| 2013 | Mondiali                 | Mosca          | 100 m hs | Batteria   | 13"35 | [ 25 ] |
| 2018 | Mondiali indoor          | Birmingham     | 60 m hs  | Batteria   | 8"27  |        |

## Campionati nazionali
- 2 volte campionessa assoluta indoor dei 60 m hs (2012, 2013)
- 1 volta campionessa promesse dei 100 m hs (2008)
- 1 volta campionessa promesse indoor dei 60 m hs (2007)
- 1 volta campionessa juniores dei 100 m hs (2005)
- 1 volta campionessa juniores indoor dei 60 m hs (2005)
- 1 volta campionessa allieve nei 100 m hs (2004)
- 1 volta campionessa allieve indoor sui 60 m hs (2004)
- 1 volta campionessa allieve nel salto in lungo (2004)
- 1 volta campionessa allieve indoor nel salto in lungo (2003)
- 2 volte campionessa cadette degli 80 m hs (2001, 2002)

2001
- Oro ai Campionati italiani cadetti e cadette, (Isernia), 80 m hs - 11”50[26]
- 5ª ai Campionati italiani cadetti e cadette, (Isernia), 4x100 m - 49”98[27]

2002
- Oro ai Campionati italiani cadetti e cadette, (Formia), 80 m hs[28]

2003
- Argento ai Campionati italiani allieve indoor, (Ancona), 60 m hs - 8“79[29]
- Oro ai Campionati italiani allieve indoor, (Ancona), Salto in lungo - 6,01 m[30]
- In finale ai Campionati italiani allieve, (Cesenatico), 100 m hs - r[31]

2004
- Oro ai Campionati italiani allieve indoor, (Ancona), 60 m hs - 8“70[32]
- Oro ai Campionati italiani allieve, (Cesenatico), Salto in lungo - 5,99 m[33]
- Oro ai Campionati italiani allieve, (Cesenatico),
100 m hs - 13“76[34]

2005
- Oro ai Campionati italiani juniores indoor, (Genova), 60 m hs - 8“59[35]
- 5ª ai Campionati italiani assoluti indoor, (Ancona), 60 m hs - 8”49[35]
- Oro ai Campionati italiani juniores e promesse, (Grosseto), 100 m hs - 13“57[36]

2006
- In finale ai Campionati italiani juniores e promesse, (Rieti), 100 m hs - dns[37]

2007
- 5ª ai Campionati italiani assoluti indoor, (Ancona),
60 m hs - 8”57[38]
- Oro ai Campionati italiani allievi-juniores-promesse indoor, (Genova), 60 m hs - 8”56[39]
- In batteria ai Campionati italiani assoluti, (Padova), 100 m hs - r[40]
- Argento ai Campionati italiani juniores e promesse, (Bressanone), 100 m hs - 13”92[41]

2008
- Argento ai campionati italiani allievi-juniores-promesse indoor, (Ancona), 60 m hs - 8”53[42]
- 6ª ai Campionati italiani assoluti indoor, (Genova),
60 m - 8”57[43]
- Oro ai Campionati italiani juniores e promesse, (Torino), 100 m hs - 13”88[44]
- In batteria ai Campionati italiani assoluti, (Cagliari), 100 m hs - r[45]

2009
- Argento ai Campionati italiani allievi-juniores-promesse indoor, (Ancona), 60 m hs - 8”37[46]
- In batteria[47] ai Campionati italiani assoluti indoor, (Torino), 60 m hs - dns[48]
- Bronzo ai Campionati italiani juniores e promesse, (Rieti), 100 m hs - 13”83[49]
- Bronzo ai Campionati italiani assoluti, (Milano),
100 m hs - 13”75[50]

2010
- In batteria ai Campionati italiani assoluti indoor, (Ancona), 60 m hs - dq[51]
- Argento ai Campionati italiani assoluti, (Grosseto), 100 m hs - 13”43[52]

2011
- Bronzo ai Campionati italiani assoluti indoor, (Ancona), 60 m hs - 8”30[53]
- In batteria ai Campionati italiani assoluti indoor, (Ancona), 60 m - 7”70[54]
- 4ª ai Campionati italiani assoluti, (Torino),
100 m hs - 13”32[55]

2012
- Oro ai Campionati italiani assoluti indoor, (Ancona), 60 m hs - 8”18 [56]
- In finale ai Campionati italiani assoluti indoor, (Ancona), 60 m - dns (Finale 2)[57]
- Bronzo ai Campionati italiani assoluti, (Bressanone), 100 m hs - 13”28[58]

2013
- Oro ai Campionati italiani assoluti indoor, (Ancona), 60 m hs - 8”00 [59]
- In batteria[60] ai Campionati italiani assoluti, (Milano), 100 m hs - dns[61]

2014
- In batteria[62] ai Campionati italiani assoluti e promesse indoor, (Ancona), 60 m hs - dns[63]
- In batteria ai Campionati italiani assoluti e promesse indoor, (Ancona), 60 m - 7”65[64]
- In batteria[65] ai Campionati italiani assoluti, (Rovereto), 100 m hs - dns[66]

2017
- Bronzo ai campionati italiani assoluti, 100 m hs - 13"45

## Altre competizioni internazionali
2005
- Bronzo nella Coppa dei Campioni per club, ( Lagos), 100 m hs - 13”36[67]
- Oro nella Coppa del Mediterraneo juniores, ( Marsiglia), 100 m hs - 13”49[68]